# Gérard Maugin
Gérard A. Maugin (Angers, 2 de dezembro de 1944) é um engenheiro francês.
Maugin obteve o diploma de engenheiro mecânico em 1966 na École Nationale Supérieure d'Arts et Métiers (ENSAM), obtendo em 1968 o diploma de engenheiro aeronáutico na École nationale supérieure de l'aéronautique et de l'espace. A partir de 1966 trabalhou com foguetes balísticos para o Ministério da Defesa da França.

## Obras
- Nonlinear electromechanical effects and applications, World Scientific, 1985
- Continuum mechanics of electromagnetic solids, North Holland, 1988
- com A. C. Eringen: Electrodynamics of continua, 2 Volumes, Springer Verlag, 1990
- Nonlinear electromechanical couplings, Wiley, 1992
- Material inhomogenities in elasticity, Chapman and Hall, 1993
- The thermomechanics of nonlinear irreversible behaviors: an introduction, World Scientific, 1999
- Nonlinear waves in elastic crystals, Oxford University Press, 1999
- com Arkadi Berezovski, Jüri Engelbrecht Numerical simulation of waves and fronts in inhomogeneous solids, World Scientific, 2008
- Editor com Holm Altenbach, Vladimir Erofeev Mechanics of Generalized Continua, Springer Verlag, 2011